# Lučka jama
Lučka jama este o arie protejată (arie specială de conservare — SAC, sit de importanță comunitară — SCI) din Slovenia întinsă pe o suprafață de 44,18 ha, integral pe uscat.

## Localizare
Centrul sitului Lučka jama este situat la coordonatele 45°55′04″N 14°43′12″E / 45.9179°N 14.7201°E.

## Înființare
Situl Lučka jama a fost declarat sit de importanță comunitară în aprilie 2004 pentru a proteja 1 specie de animale. Situl a fost protejat și ca arie specială de conservare în februarie 2012.

## Biodiversitate
Situată în ecoregiunea continentală, aria protejată conține 1 habitat natural: Peșteri inaccesibile publicului.
La baza desemnării sitului se află o specie protejată de  amfibieni: proteu de peșteră (Proteus anguinus).